# Noah Wallace
Noah Wallace (ur. 6 lipca 1991 w Inland) – amerykański narciarz dowolny, specjalizujący się w Slopestyle'u. Jak do tej pory nie brał udziału w igrzyskach olimpijskich. Najlepsze wyniki w Pucharze Świata osiągnął w sezonie 2013/2014, kiedy to zajął 70. miejsce w klasyfikacji generalnej, a w klasyfikacji slopestyle'u był 13. Podczas rozgrywanych w 2015 roku mistrzostw świata w Kreischbergu wywalczył brązowy medal w slopestyle'u.

## Osiągnięcia

### Mistrzostwa świata
| Miejsce | Dzień       | Rok  | Miejscowość | Konkurencja | Zwycięzca    |
| ------- | ----------- | ---- | ----------- | ----------- | ------------ |
| 3.      | 21 stycznia | 2015 | Kreischberg | Slopestyle  | Fabian Bösch |

### Puchar Świata

#### Miejsca w klasyfikacji generalnej
- sezon 2013/2014: 70.
- sezon 2014/2015: 157.
- sezon 2015/2016: 60.
- sezon 2016/2017: 228.
- sezon 2017/2018: 161.

#### Miejsca na podium w zawodach
1. Silvaplana – 22 marca 2014 (slopestyle) – 2. miejsce